# Sharon Creech

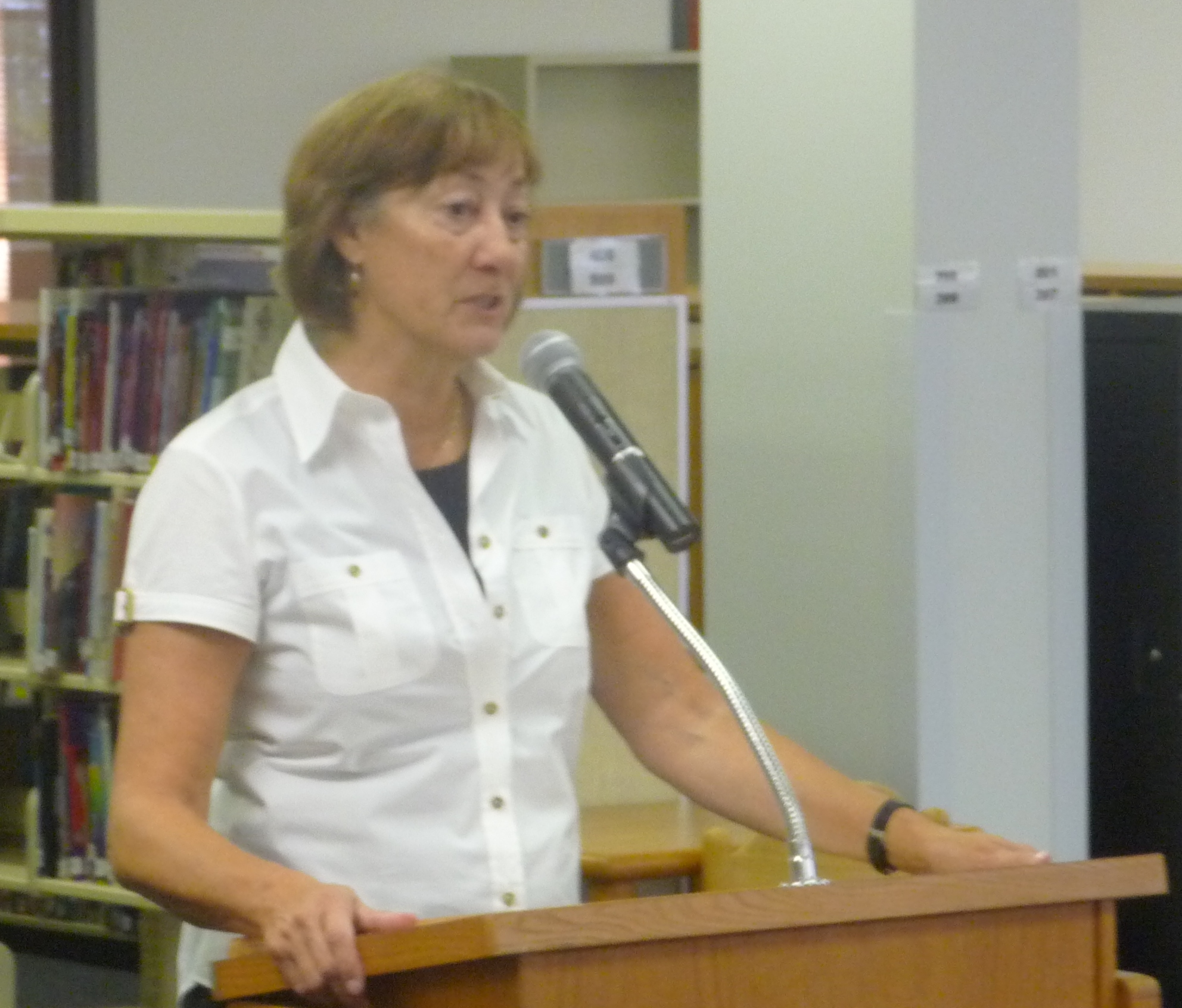
Sharon Creech

Sharon Creech (* 29. Juli 1945 in South Euclid, Ohio, USA) ist eine US-amerikanische Schriftstellerin.
Sharon Creech, geboren und aufgewachsen in den USA, lebte etwa 2 Jahre in der Schweiz und etwa 17 Jahre in England. Sie studierte Englische Literatur am Hiram College in Ohio, USA, und an der George Mason University in Fairfax, Virginia, USA (Bachelor of Arts und Master of Arts).
Sharon Creech ist verheiratet und hat zwei erwachsene Kinder. Ihr Mann Lyle Rigg leitet die Pennington School in Pennington, New Jersey, USA, wo die Familie 1998 hinzog. Sharon Creech schreibt Romane für Erwachsene, Kinder- und Jugendbücher, Lyrik und Kurzgeschichten. 

## Auszeichnungen
- Newbery Medal 1995 für Walk two Moons (dt. Salamancas Reise)
- Newbery Honor 2001 für The Wanderer
- Carnegie Medal 2002 für Ruby Holler (dt. Der weite Weg nach Hause)
- LUCHS
  - 195 Mai 2003 für Der beste Hund der Welt
  - 231 Mai 2006 für Herznah
- Eule des Monats 06/2003 für Der beste Hund der Welt
- Die besten 7 Dezember 2006 für "Glück mit Soße"

## Werke
- 1994: Walk Two Moons (dt. Salamancas Reise, 1996)
- 1995: Absolutely Normal Chaos (dt. Das total normale Chaos, 1997)
- 1997: Chasing Redbird (dt. Ich, Zinny Taylor, 1999)
- 1997: The Ghost of Uncle Arvie (dt. Der Geist von Onkel Arvie, 1999)
- 1997: Pleasing the Ghost
- 1998: Bloomability (dt. Ein total verrücktes Jahr, 1998)
- 2000: Fishing in the Air (Bilderbuch, ill. von Chris Raschka)
- 2000: The Wanderer (dt. Sophies Geheimnis, 2001)
- 2001: A Fine, Fine School (Bilderbuch, ill. von Harry Bliss)
- 2001: Love That Dog (dt. Der beste Hund der Welt, 2003)
- 2002: Ruby Holler (dt. Der weite Weg nach Hause, 2003)
- 2003: Granny Torrelli Makes Soup (dt. Glück mit Soße, 2006)
- 2004: Heartbeat (dt. Herznah, 2006)
- 2005: Replay (dt. Leo mittendrin, 2008)
- 2005: Who’s That Baby? New-Baby Songs (Bilderbuch, ill. von David Diaz)